# Myodera medialunae
Myodera medialunae är en plattmaskart. Myodera medialunae ingår i släktet Myodera och familjen Haploporidae. Inga underarter finns listade i Catalogue of Life.